# Saint-Denis-de-Pile
Saint-Denis-de-Pile – miejscowość i gmina we Francji, w regionie Nowa Akwitania, w departamencie Żyronda.
Według danych na rok 1990 gminę zamieszkiwało 3909 osób, a gęstość zaludnienia wynosiła 138 osób/km² (wśród 2290 gmin Akwitanii Saint-Denis-de-Pile plasuje się na 109. miejscu pod względem liczby ludności, natomiast pod względem powierzchni na miejscu 310.).